# 683
683(육백팔십삼)은 682보다 크고 684보다 작은 자연수다.

## 수학
- 124번째 소수(素數)다. 앞의 소수는 677, 다음 소수는 691이다.
  - 31번째 소피 제르맹 소수로, {\displaystyle 683\times 2+1}의 값인 1367도 소수다. 앞의 소피 제르맹 소수는 659, 다음은 719다.
  - 베르누이 수의 분자 {\displaystyle B_{32}}를 나눌 수 있는 비정규 소수다.
- {\displaystyle 683=127+131+137+139+149}
  - 연속하는 소수(素數) 5개의 합으로 나타낼 수 있으며, 이 성질을 지닌 앞의 수는 647, 다음 수는 707이다.
- {\displaystyle 683=13^{2}+15^{2}+17^{2}}
  - 연속하는 세 홀수의 제곱합으로 나타낼 수 있으며, 이 성질을 지닌 앞의 수는 515, 다음 수는 875다.
- {\displaystyle 2^{22}-1}은 683으로 나누어떨어진다.

## 과학
- NGC 683(독일어판, 프랑스어판): 양자리 방향에 있는 나선은하.
- 683 란치아(영어판): 소행성.

## 교통
- 현도 제683호선

## 군사
- U-683(영어판): 제2차 세계 대전에 사용된 나치 독일의 군용 잠수함.

## 문화유산
- 대한민국의 보물 제683호: 상주 상오리 칠층석탑

## 기타
- 연도: 683년, 기원전 683년